# Hernán Losada
Hernán Pablo Losada (Buenos Aires, Argentina, 9 de mayo de 1982) es un exfutbolista y actual entrenador argentino. Jugaba de mediocampista. Actualmente entrena al CF Montréal de la Major League Soccer.

## Carrera
Losada comenzó su carrera en Independiente en la Primera División de Argentina en 2003. 
En 2005 fue vendido a la Universidad de Chile, pero solo jugó 6 partidos para dicho club, antes de firmar por cuatro años con Germinal Beerschot de Bélgica en 2006. 
En 2008, se incorporó por cuatro temporadas con el Anderlecht. 
Losada fue noticia en su cuarto juego en el fútbol belga, cuando anotó tres goles contra el Excelsior Mouscron en una victoria de su equipo por 6-2.

## Clubes

### Como jugador
| Club                   | País      | Año       |
| ---------------------- | --------- | --------- |
| Independiente          | Argentina | 2003-2005 |
| Universidad de Chile   | Chile     | 2005-2006 |
| KFC Germinal Beerschot | Bélgica   | 2006-2008 |
| Anderlecht             | Bélgica   | 2008-2011 |
| Beerschot AC           | Bélgica   | 2011-2013 |
| Lierse SK              | Bélgica   | 2013-2015 |
| KFCO Beerschot-Wilrijk | Bélgica   | 2015-2018 |

### Como entrenador
| Club                   | País           | Año       | PJ  | PG | PE | PP | GF  | GC  | DG  | Efectividad |
| ---------------------- | -------------- | --------- | --- | -- | -- | -- | --- | --- | --- | ----------- |
| KFCO Beerschot-Wilrijk | Bélgica        | 2019-2021 | 42  | 20 | 8  | 14 | 70  | 63  | +7  | 53.97%      |
| D.C. United            | Estados Unidos | 2021-2022 | 41  | 17 | 5  | 19 | 66  | 62  | +4  | 45.53%      |
| CF Montréal            | Canadá         | 2023      | 40  | 15 | 6  | 19 | 45  | 58  | -13 | 42.5%       |
| Total                  | Total          | Total     | 123 | 52 | 19 | 52 | 181 | 183 | -2  | 47.43%      |